# Хаас, Вернер
Вернер Хаас (англ. Werner Haas; 30 мая 1927, Аугсбург — 13 ноября 1956) — немецкий мотогонщик, трехкратный чемпион мира по шоссейно-кольцевых мотогонок серии MotoGP, первый гонщик, который выиграл чемпионаты в двух разных классах в течение одного сезона. Лучший спортсмен Германии 1953 года.

## Биография
Вернер Хаас родился в семье почтальона. Он прошел курс автомеханика в автопарке бывшей имперской почтовой службы (Reichspost). В 1945 году Вернер временно работал в американских вооруженных силах.
Хаас начал свою карьеру с выступлений на стареньком мотоцикле NSU 500 SS (NSU Bullus). Дилер компании «Ardie» в Аугсбурге Видеманн (нем. Wiedemann) поддержал молодого гонщика, предоставив ему мотоцикл производства «Ardie» и устроив его на работу тест-пилотом.
В 1952 году Хаас выступал в классе 125cc на самодельном мотоцикле с двигателем производства «Puch-Werke». В июле 1952 года, накануне Гран-При Западной Германии, заводские гонщики команды «NSU» Роберто Коломбо и Карл Хофман травмировались во время тренировок, и Вернеру вечером перед гонкой предложили выступить за «NSU» в гонке класса 125cc. Хаас выиграл гонку.
Для него это был прорыв, и сезон 1953 он получил контракт с командой «NSU». Хаас стал двукратным чемпионом мира в классах 125сс и 250сс, что позволило команде победить в зачете производителей в этих классах. По итогам сезона Вернер был признан лучшим немецким спортсменом года (вместе с велогонщиком Густавом-Адольфом Шуром).
В 1954 году на Гран-При острова Мэн австрийский гонщик Руперт Холлаус выиграл гонку в классе 125сс, а Вернер Хаас был первым в категории 250сс. В этом году Вернер выиграл свой третий чемпионат мира в классе 250сс), заодно выиграв немецкий этап в классах 125сс и 250сс. Но Холлаус погиб в результате несчастного случая во время практики на последней гонке сезона в Монце. Холлаус был посмертно награжден титулом чемпиона мира 1954 года в классе 125сс. В конце сезона, после 24 побед в 24 гонках, NSU отказались от официальных соревнований как производитель, компанию могли представлять только гонщики на личных мотоциклах.
После прекращения выступлений NSU свою карьеру закончил и Вернер Хаас. 13 ноября 1956 года он погиб в авиакатастрофе, произошедшей близ Нойбурга-на-Дунае, разбившись на одноместном самолете типа «Jodel Bebe».
Вернер Хаас был первым немецким чемпионом мира по шоссейно-кольцевым мотогонкам, завоевав 3 мировых титула и выиграв 11 гонок Гран-При. Дорога из города Аугсбурга была названа в честь гонщика вскоре после его смерти.